# Euprymna berryi
Euprymna berryi е вид главоного от семейство Sepiolidae.

## Разпространение
Видът е разпространен в Китай (Гуандун, Джъдзян и Фудзиен), Провинции в КНР, Тайван, Хонконг и Япония (Кюшу, Рюкю, Хоншу и Шикоку).